# Tomé Pinheiro da Veiga
Tomé Pinheiro da Veiga (Coímbra, 1566 - Lisboa, 29 de julio de 1656), fue un magistrado, político y escritor portugués que, sirvió como fiscal de la Corona, juez del palacio, supervisor del Tesoro y canciller en jefe del Reino de Portugal, reinando Felipe III y Felipe IV de España. Al producirse la revuelta portuguesa de 1640, apoyó a los Braganza.
Doctorado en Leyes en la Universidad de Coímbra, en 1593, fue autor de Fastiginia, obra donde narra su estancia en la ciudad de Valladolid, sede de la Corte.
Algunos sugirieron que el Arte de Furtar (1652) sería obra suya, si bien actualmente se la atribuye al jesuita Manuel da Costa. 